# 26 tháng 6
Ngày 26 tháng 6 là ngày thứ 177 (178 trong năm nhuận) trong lịch Gregory. Còn 188 ngày trong năm.

## Sự kiện
- 363 – Hoàng đế La Mã Julianus bị sát hại trong lúc đang triệt thoái từ đế quốc Sassanid, các binh sĩ ủng hộ tướng Jovianus làm hoàng đế mới trên chiến trường.
- 1460 – Lê Tư Thành lên ngôi hoàng đế triều Lê tại điện Tường Quang, đặt niên hiệu là Quang Thuận, tức Lê Thánh Tông.
- 1886 – Nhà hóa học người Pháp Henri Moissan phân tách thành công fluor bằng phương pháp điện phân, trở thành người đầu tiên phân tách được nguyên tố này.
- 1887 – Chính phủ Pháp và triều Thanh ký kết Công ước Constans nhằm xác định đường biên giới giữa Bắc Kỳ và Đại Thanh.
- 1945 – Tại hội nghị ở San Francisco, đại biểu từ 50 quốc gia ký Hiến chương thành lập Liên Hợp Quốc.
- 1954 – Nhà máy điện hạt nhân Obninsk tại Liên Xô được khánh thành, là nhà máy điện hạt nhân đầu tiên trên thế giới hòa điện vào mạng lưới điện quốc gia.
- 1968 – Hoa Kỳ trao trả quyền quản trị quần đảo Ogasawara cho Nhật Bản.
- 2006 – Nguyễn Phú Trọng được bầu làm Chủ tịch Quốc hội Việt Nam.

## Sinh
- 1899 – Maria Nikolaevna Romanova, Nữ Đại Công tước của Nga, con gái Sa hoàng Nikolai II (m. 1918)
- 1926 – Bùi Đình Đạm, Thiếu tướng Quân lực Việt Nam Cộng hòa (m. 2009)
- 1943 – John Beasley, Diễn viên Mỹ
- 1968 – Paolo Maldini, cựu cầu thủ bóng đá người Ý.
- 1979 - Dương Ngọc Thái, ca sĩ người Việt Nam
- 1990 - Châu Đăng Khoa, nhạc sĩ kiêm ca sĩ người Việt Nam
- 1993 – Ariana Grande, Ca sĩ
- 1994 - Ricky Star, ca sĩ, rapper người Việt Nam

## Mất
- 1958 – Andrija Štampar, nhà vật lý Nam Tư (s. 1888)
- 1973 – Phan Kế Toại, một chính khách Việt Nam (s. 1892)
- 2003 – Marc-Vivien Foé, cầu thủ bóng đá người Cameroon (s. 1975)
- 2004 – Nguyễn Văn Hinh, Trung tướng Quân đội Quốc gia Việt Nam

## Ngày lễ và kỷ niệm
- Ngày Quốc tế chống lạm dụng và buôn bán ma túy
- Ngày Quốc tế ủng hộ các nạn nhân bị tra tấn
- Ngày Quốc khánh tại Madagascar (1960)